# Erk Sens-Gorius
Erk Sens-Gorius (Hannover, 1946. január 25. –) olimpiai bajnok német tőrvívó.